# Nikolsk
Nikolsk (ryska Нико́льск) är en stad i Vologda oblast i Ryssland. Folkmängden uppgår till cirka 8 000 invånare.